# Daniel Gschwandtner
Daniel Gschwandtner (* 25. September 1990) ist ein österreichischer Grasskiläufer. Er startet für den Schiklub Bad Tatzmannsdorf und gehört dem A-Kader des Österreichischen Skiverbandes an. Sein Bruder Philipp war ebenfalls Grasskiläufer.

## Karriere
Gschwandtner fuhr seine ersten FIS-Rennen im Mai 2005. In seinem zweiten Rennen, dem Slalom von Urnäsch am 29. Mai, erreichte er den zwölften Platz, sein in dieser Saison bestes Ergebnis. Im Juli nahm er an der Juniorenweltmeisterschaft 2005 im tschechischen Nové Město na Moravě teil. Er konnte sich dabei in allen vier Bewerben klassieren und erreichte als bestes Resultat Rang 22 in der Kombination. In der Saison 2006 kam er nur in zwei FIS-Rennen unter die besten 30. Im Jahr 2007 fuhr Gschwandtner in vier FIS-Rennen unter die besten 20. Im September desselben Jahres nahm er in seinem Heimatort Rettenbach auch erstmals an Weltcuprennen teil. Dabei fuhr er in der Super-Kombination auf Platz 27 und gewann seine ersten Weltcuppunkte. In der Gesamtwertung der Saison 2007 belegte er damit Rang 46. Bei der Juniorenweltmeisterschaft 2007 in Welschnofen war sein einziges Resultat der 18. Platz im Super-G.
In der Saison 2008 bestritt Gschwandtner sieben Weltcuprennen. Dabei fuhr er am 6. Juli mit Rang acht im Slalom von Čenkovice zum ersten und bisher einzigen Mal unter die besten zehn. In der Gesamtwertung konnte er sich dadurch auf Rang 24 verbessern. Bei der Juniorenweltmeisterschaft 2008 kam Gschwandtner zweimal unter die besten zehn. Im Slalom belegte er zeitgleich mit seinem Bruder den achten Platz und in der Super-Kombination wurde er Zehnter. Im Riesenslalom und im Super-G belegte er jeweils Rang 17. In der Saison 2009 fuhr Gschwandtner in elf Weltcuprennen fünfmal unter die besten 20 und belegte damit Rang 17 in der Gesamtwertung. Bei der Juniorenweltmeisterschaft 2009 in Horní Lhota u Ostravy erreichte je einen fünften Platz in Slalom und Super-Kombination. Im Super-G wurde er Zehnter, im Riesenslalom jedoch nach einem Torfehler im ersten Lauf disqualifiziert. Im September 2009 war der Burgenländer erstmals bei einer Weltmeisterschaft in der Allgemeinen Klasse am Start. In seinem Heimatort Rettenbach konnte er sich in allen vier Bewerben unter den besten 30 klassieren: Im Slalom belegte er Platz 20, in der Super-Kombination Platz 21, im Riesenslalom Rang 26 und im Super-G Rang 29.
Im Juni 2010 wurde Daniel Gschwandtner Österreichischer Juniorenmeister im Riesenslalom und in der Kombination. In der Weltcupsaison 2010 nahm er nur an sechs der elf Rennen teil und fuhr viermal unter die schnellsten 15, womit er im Gesamtweltcup jedoch auf Platz 33 zurückfiel. Bei der Juniorenweltmeisterschaft 2010 in Dizin kam er in drei Wettbewerben unter die besten zehn. Er wurde jeweils Achter im Riesenslalom und im Super-G sowie Neunter in der Super-Kombination. Im Slalom schied er jedoch aus. In der Saison 2011 startete Gschwandtner neben einigen FIS-Rennen nur in zwei Weltcuprennen Anfang Juli. Sein bestes Weltcupergebnis in diesem Jahr war der 13. Platz in der Super-Kombination von Olešnice v Orlických horách. An der Weltmeisterschaft 2011 nahm er nicht teil. Im Jahr 2012 bestritt Gschwandtner keine Wettkämpfe.

## Erfolge

### Weltmeisterschaften
- Rettenbach 2009: 20. Slalom, 21. Super-Kombination, 26. Riesenslalom, 29. Super-G

### Juniorenweltmeisterschaften
- Nové Město na Moravě 2005: 22. Kombination, 26. Slalom, 30. Riesenslalom, 34. Super-G
- Welschnofen 2007: 18. Super-G
- Rieden 2008: 8. Slalom, 10. Super-Kombination, 17. Riesenslalom, 17. Super-G
- Horní Lhota 2009: 5. Slalom, 5. Super-Kombination, 10. Super-G
- Dizin 2010: 8. Riesenslalom, 8. Super-G, 9. Super-Kombination

### Weltcup
- Eine Platzierung unter den besten zehn, weitere siebenmal unter den besten 15